# Panaeolopsis
Panaeolopsis là một chi nấm trong họ Agaricaceae. Some Panaeolopsis species contain the medicinal compounds psilocin và psilocybin.